# Mioglareola
Mioglareola — викопний рід сивкоподібних птахів родини дерихвостових (Glareolidae), що існував у міоцені в Європі.

## Назва
Родова назва Mioglareola означає «дерихвіст з міоцену».

## Види
- Mioglareola dolnicensis Švec, 1980. Скам'янілі рештки виду знайдені у селищі Ржечковіце неподалік міста Брно на сході Чехії. Видова назва М. dolnicensis вказує на типове місцезнаходження — Дольніце, місцевість у Ржечковіце. Відомий з дистальної частини лівої плечової кістки.[1]
- Mioglareola gregaria Ballmann, 1979. Знайдений у селищі Штайнберг на сході Німеччини. Відомий по неповному черепі.[1]